# Józef Jurowiecki
Józef Jerzy Jurowiecki (ur. 17 sierpnia 1913 we Lwowie, zm. 23 kwietnia 1980 w Londynie) – major broni pancernych Polskich Sił Zbrojnych.

## Życiorys
Urodził się 17 sierpnia 1913 we Lwowie. Podczas II wojny światowej był więziony przez sowietów w Starobielsku. Później był żołnierzem Polskich Sił Zbrojnych w szeregach 6 pułku pancernego „Dzieci Lwowskich”. W 1944 uczestniczył w kampanii włoskiej, w bitwach o Monte Cassino, o Piedimonte. 
Po wojnie pozostał na emigracji. Do końca życia pozostawał w stopniu majora broni pancernej. Zmarł 23 kwietnia 1980 w Londynie. 

## Ordery i odznaczenia
- Krzyż Srebrny Orderu Virtuti Militari nr 10454[1][2]
- Krzyż Walecznych[1][2]
- Krzyż Zasługi z Mieczami[1]
- Krzyż Pamiątkowy Monte Cassino nr 30348[2]